# Demonstrationsmodell

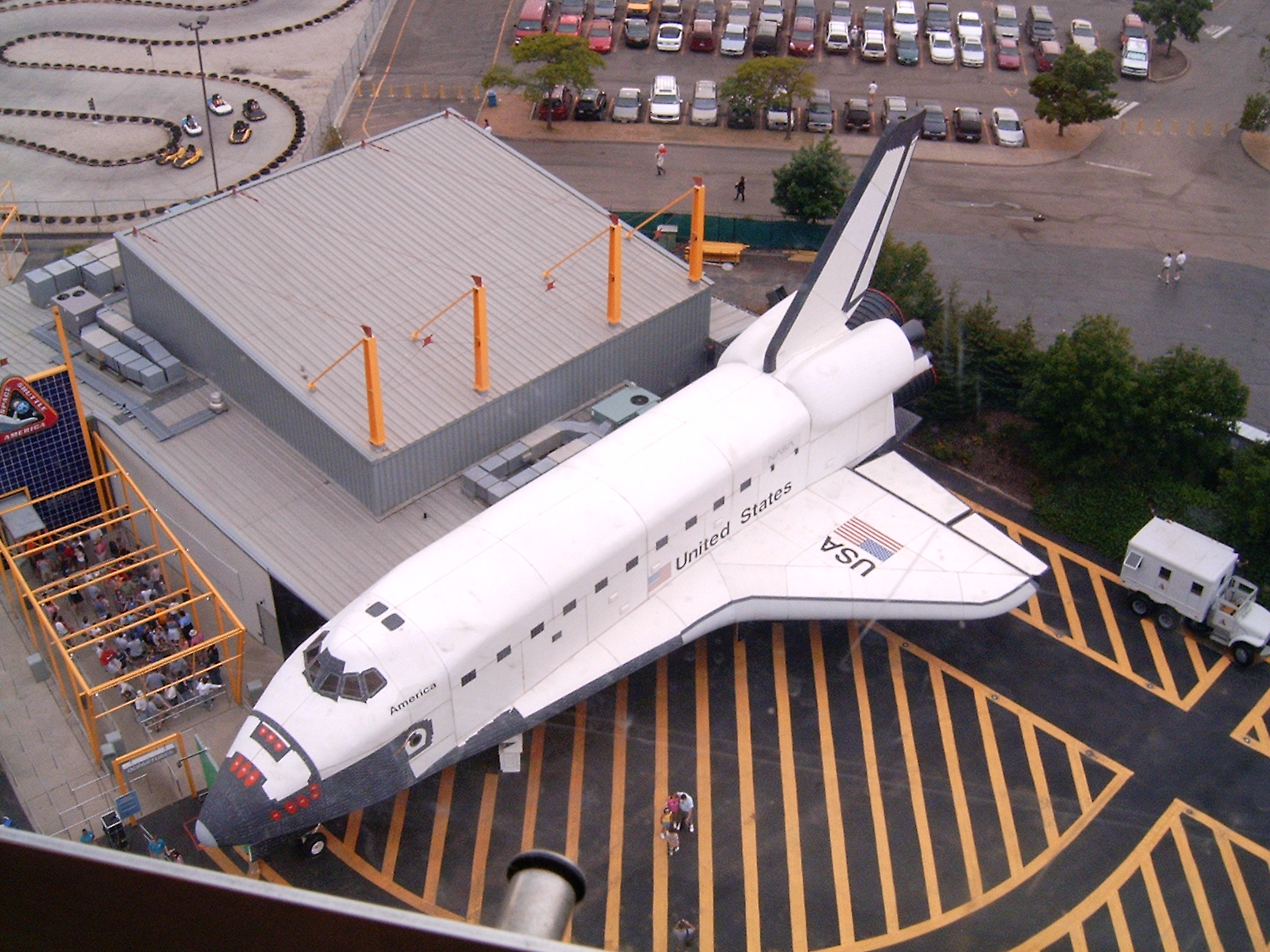
Ett exempel på en demonstrationsmodell: Space Shuttle America vid nöjesparken Six Flags Great America utanför Chicago.

Demonstrationsmodeller är skalmodeller eller fullskaleattrapper av en konstruktion eller anordning som används för undervisning, demonstration, utvärdering av utformning, marknadsföring och andra syften. En sådan kan betraktas som en prototyp om den tillhandahåller åtminstone en del av funktionaliteten i den representerade konstruktionen som möjliggör viss testning och utprovning av designen.
Demomodeller används av formgivare främst för att få respons från användare. Tanken är att man tidigt ska undvika misstag och missar som kostar ofantligt mycket att åtgärda när det är en fullskalig produkt.